# Boog van Trajanus (Benevento)

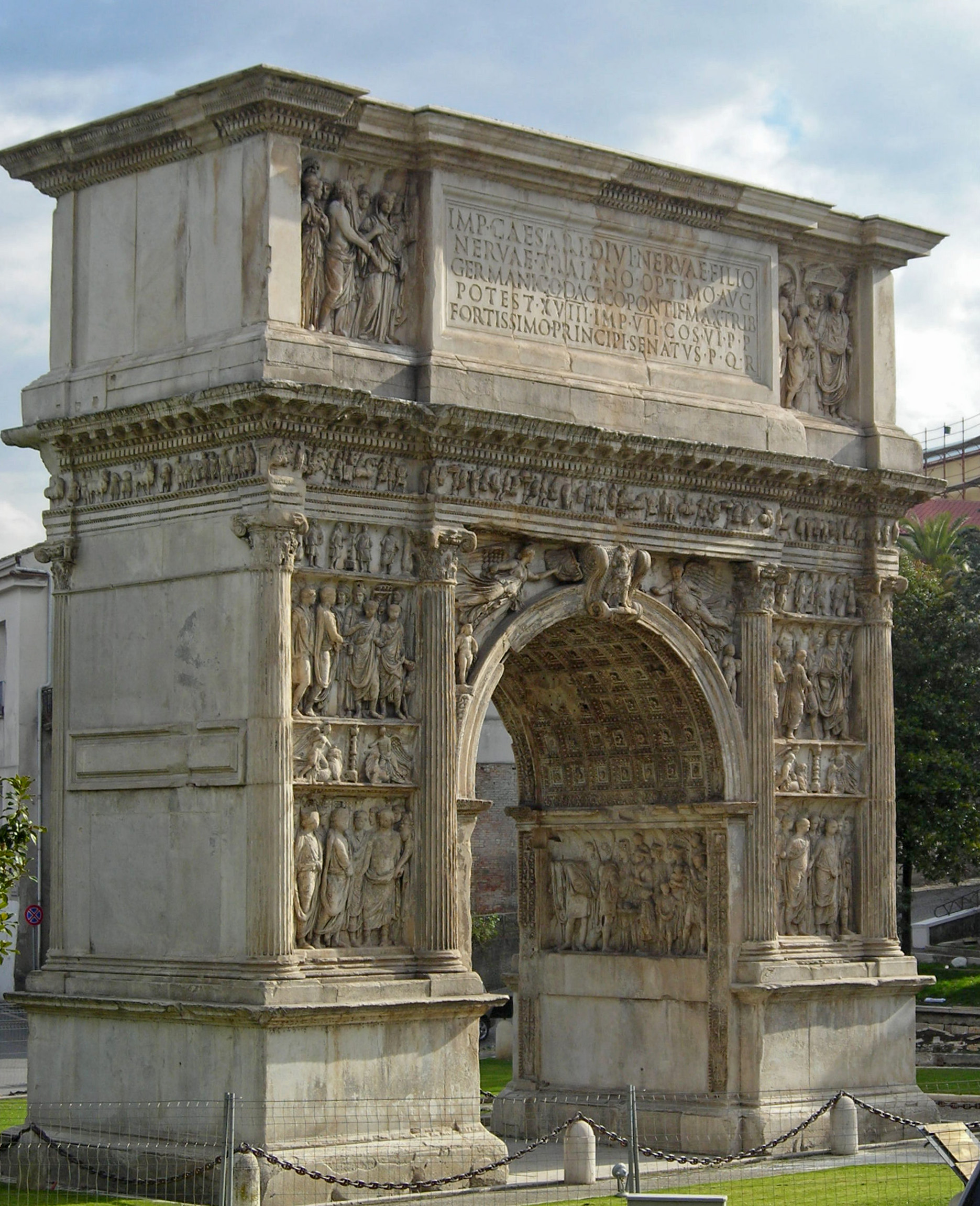
De Boog van Trajanus vanuit het zuiden

De Boog van Trajanus (Latijn: Arcus Traiani; Ital. Arco di Traiano) in de Italiaanse plaats Benevento werd in de jaren 114-117 opgericht ter ere van keizer Trajanus. De aanleiding voor de oprichting van deze triomfboog (of liever ereboog) was de voltooiing in 109 n.Chr. van de Via Traiana, de Romeinse weg van Benevento (het Romeinse Beneventum) naar Brindisi (Brundisium). De boog markeert het beginpunt van die weg. 
De boog is gemaakt van Parisch marmer, de hoogte is 15,60 m. en de breedte 8,60 m. en hij heeft één onderdoorgang. Mogelijkerwijze is de boog ontworpen door Apollodorus van Damascus, de bouwmeester van Trajanus.
Op de attiek staat aan weerszijden van de boog dezelfde Latijnse tekst:
```
IMP(ERATORI)•CAESARI•DIVI•NERVAE•FILIO
NERVAE•TRAIANO•OPTIMO•AVG(VSTO)
GERMANICO•DACICO•PONT(IFICI)•MAX(IMO)•TRIB(VNICIA)
POTEST(ATE)•XVIII•IMP•VII•CO(N)S(VLI)•VI•P(ATRI)•P(ATRIAE)
FORTISSIMO•PRINCIPI•SENATVS•P(OPVLVS)•Q(VE)•R(OMANVS)
```

In deze tekst wordt vermeld dat de boog door senaat en volk van Rome aan Trajanus is gewijd toen hij voor de 19e keer volkstribuun was en voor het 7e jaar de eretitel imperator droeg (dat wil zeggen in 114 n.Chr.), maar de specifieke aanleiding wordt niet genoemd. Ook uit de reliëfs op de boog blijkt dat Trajanus niet alleen maar vanwege de voltooiing van de weg werd geëerd, maar dat de boog meer in het algemeen in dienst stond van de keizerlijke propaganda.

## De reliëfs

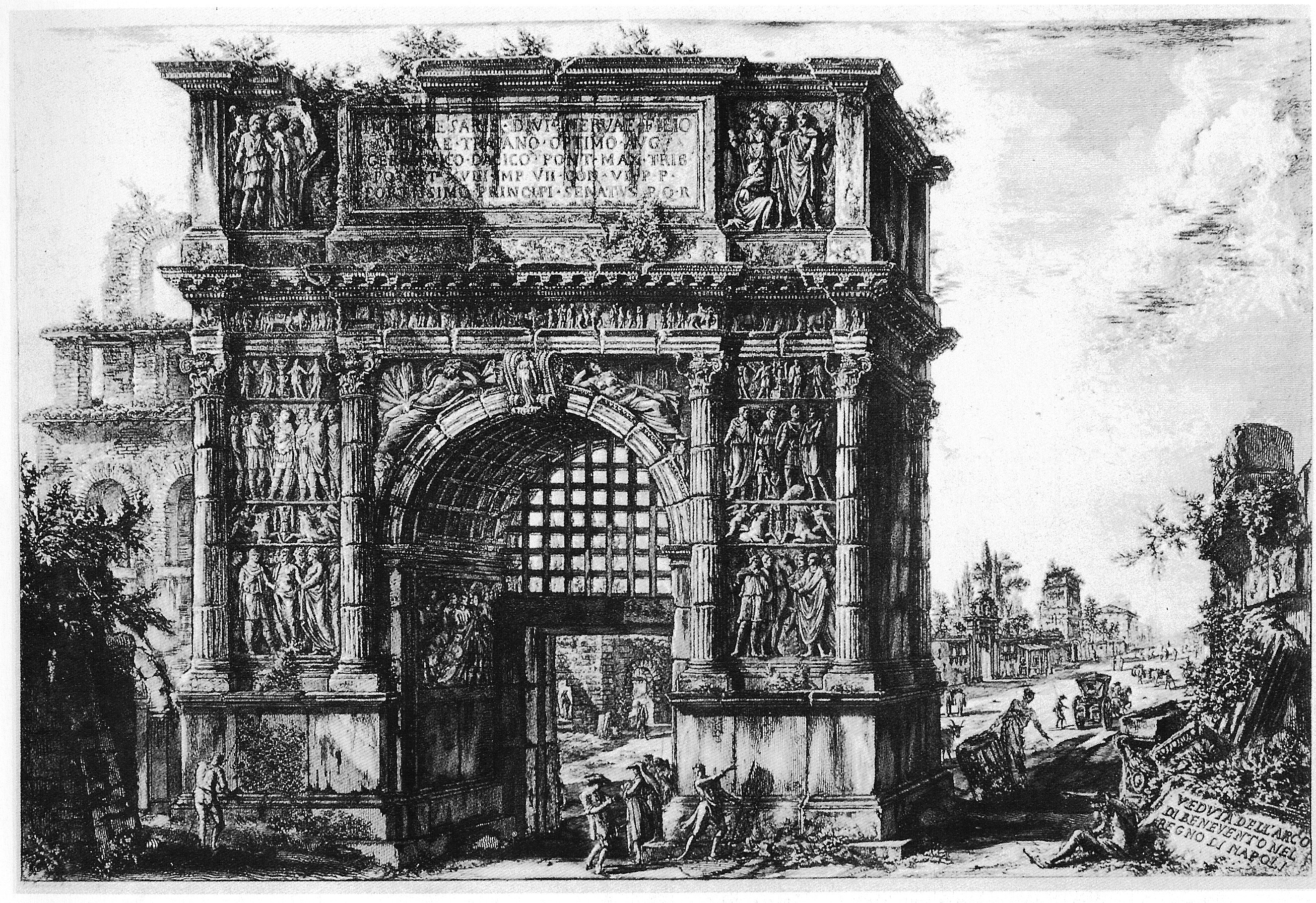
Boog van Trajanus
ets door Giovanni Battista Piranesi

Direct onder de kroonlijst bevindt zich een fries dat om de hele boog heen doorloopt en de triomftocht van de keizer laat zien. In de onderdoorgang van de boog zijn twee grote reliëfs te zien en op beide kanten van de boog zes grote reliëfs. Daarnaast zijn er kleinere reliëfs, en in de zwikken bevinden zich afbeeldingen van Victoria's.
Het ene reliëf in de ondergang toont Trajanus terwijl hij een offer brengt, misschien bij de inwijding van de nieuwe weg. Op het andere deelt hij voedsel uit (alimentatio) en biedt hij andere hulp aan de kinderen van arme families.
De reliëfs op de zogenaamde 'stadzijde' (dat wil zeggen naar Beneventum en Rome gericht) van de boog hebben betrekking op het beleid van Trajanus ten opzichte van Rome en Italië. De reliëfs op de 'landzijde' (dat wil zeggen van Beneventum en Rome afgewend) tonen zijn beleid ten aanzien van de provincies. Hier worden met vele personificaties (onder andere Tellus, Roma, Italia) de goede daden van Trajanus getoond.
In de Middeleeuwen werd de boog als stadspoort opgenomen in de ommuring van Benevento en kreeg hij de naam Porta Aurea ('Gouden poort'). Tegenwoordig is hij weer van aanbouwsels ontdaan en staat hij helemaal vrij. De boog is geheel bewaard in zijn oorspronkelijke staat en is een van de best bewaarde Romeinse triomfbogen.